# Di Doo Dah
Albums de Jane Birkin
Jane Birkin - Serge Gainsbourg
(1969) Lolita Go Home
(1975)
Singles
1. Mon amour baiser / Di Doo Dah
Sortie : mars 1973
2. Mon amour baiser / C'est la vie qui veut ça
Sortie : mars 1973

Di Doo Dah est un album de chansons écrites par Serge Gainsbourg et Jean-Claude Vannier, interprétées par Jane Birkin, sorti en 1973.
L'auteur s'y amuse à présenter sa compagne comme une séduisante ingénue très libérée, pour ne pas dire nymphomane (Help camionneur, Banana Boat). La confession oscille entre assurance de son amour pour un compagnon jaloux (Puisque je te le dis) et déclaration d'infidélité (C'est la vie qui veut ça). Si La Baigneuse de Brighton est parodique, les chansons qui traitent de la sexualité peuvent aussi être plus graves, comme Encore lui, ou se teinter de mélancolie avec Leur plaisir sans moi.
Le titre le plus connu de l'album reste Di Doo Dah, inspiré de l'adolescence de l'interprète. Aux interrogations sur les transformations (ou l'absence de transformation) du corps féminin s'ajoute un refrain à l'anglaise. La chanson est reprise par l'actrice adolescente du film La Tête de maman en 2007.
Toutefois, à l'époque de sa sortie, l'album n'a pas été un succès commercial, se contentant de 25 000 exemplaires vendus.

## Liste des titres
Toutes les chansons sont écrites et composées par Serge Gainsbourg, sauf mention contraire.
| No  | Titre                                              | Auteur                         | Durée |
| --- | -------------------------------------------------- | ------------------------------ | ----- |
| 1.  | Di Doo Dah                                         |                                |       |
| 2.  | Help camionneur                                    |                                |       |
| 3.  | Encore lui                                         | Gainsbourg/Jean-Claude Vannier |       |
| 4.  | Puisque je te le dis                               |                                |       |
| 5.  | Les Capotes anglaises                              |                                |       |
| 6.  | Leur plaisir sans moi                              | Gainsbourg/Jean-Claude Vannier |       |
| 7.  | Mon amour baiser                                   |                                |       |
| 8.  | Banana Boat                                        |                                |       |
| 9.  | Kawasaki                                           |                                |       |
| 10. | La Cible qui bouge                                 | Gainsbourg/Jean-Claude Vannier |       |
| 11. | La Baigneuse de Brighton                           |                                |       |
| 12. | C'est la vie qui veut ça                           | Gainsbourg/Jean-Claude Vannier |       |
| 13. | La décadanse (Bonus, en duo avec Serge Gainsbourg) |                                |       |
| 14. | Les Langues de chat (Bonus)                        |                                |       |